# Иван Јовановић
Иван Јовановић (Лозница, 8. јул 1962) је српски фудбалски тренер и бивши југословенски фудбалер.

## Каријера
Јовановић је водио АПОЕЛ из Никозије у два мандата, а у свом другом мандату од 2008. до 2013. године је освојио три титуле националног првака и направио велики успех пласманом у четвртфинале Лиге шампиона, што је од српских тренера до сада једино успело Радомиру Антићу.
Проглашен је за најбољег српског тренера 2011. године по избору Фудбалског савеза Србије.
Јовановић је 2013. године преузео Ал Наср Дубаи из Уједињених Арапских Емирата. Са Ал Насром је освојио регионалну Лигу шампиона арапских клубова из Голфског залива, Куп председника и Лига куп УАЕ, а у 2016. години је клуб довео до четвртфинала Лиге шампиона Азије што је тад био најбољи резултат у историји Ал Насра. Ипак, слаби резултати у домаћем првенству и тек 13. место на табели су га коштали посла, па је у новембру 2016. уследио споразуман раскид уговора.

## Трофеји
АПОЕЛ
- Првенство Кипра (4) : 2003/04, 2008/09, 2010/11, 2012/13.
- Куп Кипра (1) : 2007/08.
- Суперкуп Кипра (4) : 2004, 2008, 2009, 2011.